# Ada Kuchařová
Ada Kuchařová (* 5. Januar 1958 in Brünn) ist eine ehemalige tschechoslowakische Orientierungsläuferin.
Kuchařová nahm zwischen 1978 und 1991 an sieben Orientierungslauf-Weltmeisterschaften teil und gewann dabei mit der tschechoslowakischen Staffel jeweils zwei Silber- und zwei Bronzemedaillen. Ihr größter Einzelerfolg war 1991 die Silbermedaille auf der neueingeführten Kurzdistanz hinter ihrer Landsfrau Jana Cieslarová. 

## Platzierungen
| Weltmeisterschaften  | Kurz | Lang | Staffel |
| -------------------- | ---- | ---- | ------- |
| 1978 Kongsberg       |      | 16.  | 5.      |
| 1981 Thun            |      | 6.   | 7.      |
| 1983 Zalaegerszeg    |      | 11.  | 2.      |
| 1985 Bendigo         |      | 6.   | 5.      |
| 1987 Gérardmer       |      | 5.   | 3.      |
| 1989 Skövde          |      | 9.   | 2.      |
| 1991 Mariánské Lázně | 2.   |      | 3.      |

| Gesamt-Weltcup | Gesamt-Weltcup |
| -------------- | -------------- |
| 1986           | 9.             |
| 1988           | 11.            |
| 1990           | 11.            |